# Павич, Борис
Бо́рис Па́вич (хорв. Boris Pavić; 4 декабря 1973, Синь, СР Хорватия) — хорватский футболист, защитник. Ныне тренер.

## Карьера
В 2001 году играл за российский «Черноморец». Провёл один матч в высшем дивизионе российского футбола. Позже перебрался в Австралию, где провёл сезон за «Сидней Юнайтед». Затем вернулся в Европу, играл в боснийских и хорватских клубах, завершил карьеру в клубе «Приморац 1929».
В 1995 году сыграл 3 матча за молодёжную сборную Хорватии в отборочном турнире к чемпионату Европы 1996.
Работал помощником Мило Низетича в «Юнаке», затем тренировал клубы «Хрваце», «Главице» и ОСК.